# لوجان ليرمان
لوجان ويد ليرمان (بالإنجليزية: Logan Wade Lerman)‏ (ولد 19 يناير 1992) هو ممثل أمريكي، معروف بدوره في بيرسي جاكسون والأوليمبونس: لص البرق (2010). ظهر في أعلانات تجارية خلال منتصف التسعينات، قبل أن يشترك في مسلسل جاك وبوبي (2004–2005) وأفلام مثل تأثير الفراشة (2004) وهووت (2006). كسب ليرمان شهرة أوسع عندما ظهر في 3:10 إلى يوما والعدد 23 وقابل بيل واللاعب. في 2011 لعب دور دارتانيان في الفرسان الثلاثة، وشارك في فيلم الدراما «مزايا أن تكون خجولا» (2012).انضم لوغان ليرمان إلى إليزابيث موس ومايكل ستولبارغ في شيرلي، وهو فيلم من إخراج المخرج جوزفين ديكر وصندوق لوس أنجلوس لوسائل الإعلام.

## أعماله
| سنة       | عنوان                                              | دور                         | ملاحظات وجوائز |
| --------- | -------------------------------------------------- | --------------------------- | --- |
| 2000      | What Women Want                                    | نيك مارشال الصغير           | |
| 2000      | The Patriot                                        | وليام مارتن                 | |
| 2001      | Riding in Cars with Boys                           | جيسون (عمر 8)               | |
| 2003      | A Painted House                                    | لوك تشاندلر                 | فيلم تلفزيوني |
| 2003      | 10-8: Officers on Duty                             | Bobby Justo                 | مسلسل تلفزيوني (حلقة: "Badlands")                                                                                            |
| 2003      | The Flannerys                                      |                             | فيلم تلفزيوني |
| 2004      | The Butterfly Effect                               | ايفان تريبورن (عمر 7)       | |
| 2004–2005 | Jack & Bobby                                       | بوبي مكاليستر               | مسلسل تلفزيوني (22 حلقة) |
| 2006      | Hoot                                               | روي إيبرهارت                | ترشح – جائزة الفنان الشاب لأفضل ممثل شاب رائد في فيلم                                                                        |
| 2007      | The Number 23                                      | روبن سبارو                  | |
| 2007      | 3:10 to Yuma                                       | وليام إيفانس                | ترشح – جائزة نقابة ممثلي الشاشة عن الأداء المتميز من قبل ممثل في فيلم ترشح – جائزة الفنان الشاب لأفضل ممثل شاب رائدة في فيلم |
| 2008      | Meet Bill                                          | الولد                       | |
| 2009      | Gamer                                              | سيمون سيلفرتون              | |
| 2009      | My One and Only                                    | جورج (عمر 15)               | |
| 2010      | Percy Jackson & the Olympians: The Lightning Thief | بيرسي جاكسون                | |
| 2011      | The Three Musketeers                               | دارتانيان                   | |
| 2012      | The Perks of Being a Wallflower                    | تشارلي كيلمكيز              | |
| 2013      | Stuck in Love                                      | لو                          | |
| 2013      | Percy Jackson: Sea of Monsters                     | بيرسي جاكسون: بحر من الوحوش | |
| 2014      | Noah                                               | هام                         | |
| 2014      | Fury                                               | نورمان إليسون               | |
| 2016      | استياء                                             | ماركوس ميسنر                | |

## روابط خارجية
- لوجان ليرمان على موقع IMDb (الإنجليزية)
- لوجان ليرمان على موقع روتن توميتوز (الإنجليزية)
- لوجان ليرمان على موقع ألو سيني (الفرنسية)
- لوجان ليرمان على موقع ميوزك برينز (الإنجليزية)
- لوجان ليرمان على موقع تيرنر كلاسيك موفيز (الإنجليزية)
- لوجان ليرمان على موقع أول موفي (الإنجليزية)
- لوجان ليرمان على موقع بوكس أوفيس موجو (الإنجليزية)
- لوجان ليرمان على موقع قاعدة بيانات الأفلام السويدية (السويدية)
- لوجان ليرمان على موقع إن إن دي بي (الإنجليزية)
- لوجان ليرمان على موقع قاعدة بيانات الفيلم (الإنجليزية)